# Smärttrappan
Smärttrappan (engelska the Analgesic Ladder) används inom sjukvård för att bedöma vilken läkemedelsbehandling som är lämplig (vid i första hand nociceptiv smärta).
Trappan tar nästan bara hänsyn till smärtans styrka, men inte till smärtans mekanism eller mekanismer. Dock innehöll originaltrappan adjuvant behandling (tilläggsbehandling) (bland annat amitriptylin och kortison).
Ursprungligen skapades trappan av en grupp för WHO för att användas vid behandling av "cancersmärta" hos vuxna.

## Smärttrappans steg
- Steg 1: Mild smärta, behandling med NSAID eller paracetamol
- Steg 2: Måttlig till svår smärta, tillägg av även svag opioid
- Steg 3: Svår smärta, byte till tillägg av stark opioid

## Originaltrappan
(översättning av originaltrappan, läses stegvis nedifrån och upp)
|        |               | Steg 3                     | (svår smärta) | stark opioid | ± | icke-opioid                               | ± | adjuvantika                                              |                                                  |
|        | Steg 2        | (måttlig till svår smärta) | → → →         | svag opioid  | ± | icke-opioid                               | ± | adjuvantika                                              | om smärtan fortsätter eller ökar, gå till Steg 3 |
| Steg 1 | (mild smärta) | → → →                      | → → →         | (ej opioid)  |   | icke-opioid (paracetamol och/eller NSAID) | ± | adjuvantika (exempelvis amitriptylin och/eller cortison) | om smärtan fortsätter eller ökar, gå till Steg 2 |

### Notförteckning
1. ↑  Meldrum, Marcia (jan 2005). ”The ladder and the clock: cancer pain and public policy at the end of the twentieth century”. JPSM. Stellar Medical Publications. https://www.jpsmjournal.com/article/S0885-3924(04)00442-7/fulltext. Läst 19 april 2019.
2. ↑  ”WHO's cancer pain ladder for adults”. WHO. https://www.who.int/cancer/palliative/painladder/en/. Läst 17 april 2019.